# Vanyola
Vanyola è un comune dell'Ungheria di 620 abitanti (dati 2001). È situato nella contea di Veszprém.